# وليام لويس، دوق فورتمبيرغ
كان فيلهلم لودفيغ دوق فورتمبيرغ (بالإنجليزية :William Louis, Duke of Württemberg) (7 يناير 1647 - 23 يونيو 1677) حاكمًا لدوقية فورتمبيرغ منذ عام 1674 حتى وفاته عام 1677.
ولد فيلهلم لودفيغ في شتوتغارت، وهو الطفل التاسع لايبرهارد الثالث دوق فورتمبيرغ، من زوجته الأولى آنا كاتارينا.
وفي سن الثلاثين، توفي الدوق بشكل غير متوقع بنوبة قلبية. وأصبحت أرملته ماجدالينا سيبيلا وصية على دوقية فورتمبيرغ بين عامي 1677 و 1693، حتى بلغ ابنها سن الرشد.

## العائلة
تزوج في 6 نوفمبر 1673 في دارمشتات من ماغدالينه سيبيله من هسن-دارمشتات، وكان أب لأربعة أطفال:
- إليونور دوروثيا (14 أغسطس 1674 - 26 مايو 1683).
- إبرهدين لويز (11 أكتوبر 1675 - 26 مارس 1707).
- إبرهارد لودفيغ (19 سبتمبر 1676 - 31 أكتوبر 1733)، الدوق التالي لفورتمبيرغ.
- ماجدالينا فيلهلمين (7 نوفمبر 1677 - 30 أكتوبر 1742)، تزوجت كارل الثالث فيلهلم مارغريف بادن دورلاخ.

## الأسلاف
| وليام لويس، دوق فورتمبيرغ ولد: 7 يناير 1647 توفي: 23 يونيو 1677 |                         |                    |
| ألقاب ملكية                                                     |                         |                    |
| سبقه إيبرهارد الثالث                                            | دوق فورتمبيرغ 1674–1677 | تبعه إيبرهارد لويس |